# Santuario del Imán Reza
El Santuario del Imán Reza  (en persa: حرم امام رضا‎) se construyó en 818 en la actual ciudad iraní de Mashhad. El santuario en sí cubre un área de 267 079 metros cuadrados, mientras que los siete patios que lo rodean cubren un área de 331 578 metros cuadrados, para un total de 598 657» m², lo que lo convierte en la mezquita más grande del mundo por área. Se trata de un complejo que incluye el mausoleo del imán Reza, el octavo imán de los chiíes duodecimanos, así como la mezquita de Goharshad, un museo, una biblioteca, cuatro seminarios, un cementerio, la Universidad de Ciencias Islámicas Razavi, un comedor comunal para los peregrinos, inmensas salas de oración y otros edificios de servicios.
Este complejo es uno de los centros turísticos de Irán, y ha sido descrito como "el corazón del Irán chiíta", recibiendo el santuario anualmente la visita de unos 25 millones de chiitas iraníes y no iraníes, según estimaciones de 2007. El complejo está administrado por la Fundación Astan Quds Razavi y actualmente está dirigido por Ahmad Marvi, un prominente clérigo iraní. Todos los años se celebra allí la ceremonia de limpieza del polvo en el santuario del Imam Reza, durante la cual el santuario entero es limpiado, barrido, lavado y perfumado.

## Importancia religiosa
Fuentes chiitas citan varios hadices provenientes de los imanes chiitas y del profeta Mahoma que destacan la importancia de la peregrinación al santuario. Un hadiz del Profeta islámico dice que:
Uno de mi propia carne y sangre será enterrado en la tierra de Jorasán. Dios el Altísimo ciertamente aliviará de sus penas a cualquier persona afligida que peregrine a su santuario. Dios ciertamente perdonará los pecados de cualquier pecador que peregrine a su santuario.

## Historia

### Primeros años
La fortaleza de Dar-ul-Imarah (Residencia Real), también llamada "jardín de Humaid ibn Qahtaba al-Ta'i" estaba situada en la aldea de Sanabad. Se remonta a la época previa a la religión islámica. Estaba localizada en la intersección de los caminos que unían a Sanabad, Neishabour, Sarakhs, Tus y Radkan. De hecho, la fortaleza ha sido un lugar para que los guardias fronterizos se posicionen y vigilen la seguridad de estos caminos y regiones. Tras la muerte del califa abasí Harún al-Rashid, fue enterrado en este lugar. Debido a este evento histórico, Dar-ul-Imarah empezó a ser llamada el Mausoleo de Harún o Haruniyyeh. El edificio interior original de Dar-ul-Imarah era de hecho un templo utilizado por los zoroastrianos para adorar. Tal edificio fue demolido por orden del califa al-Ma'mun, y luego fue reconstruido de acuerdo con la arquitectura especial de Jorasán. Alrededor del edificio se construyeron cuatro muros planos y cortos, cubiertos por una cúpula de poca inclinación. Posteriormente, el nombre del mausoleo (Haruniyyeh) fue cambiado y pasó a ser conocido como el de Mashhad-ur-Reza, en honor al Santo Imam duodecimano. Mashhad significa literalmente un lugar donde se ha enterrado a un mártir.

### Martirio de Ali al-Ridha

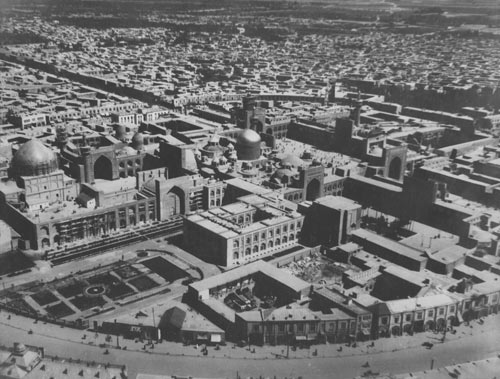
Santuario del imán Reza antes de su expansión.

En 818, murió el imán Ali al-Ridha (llamado en persa Ali Reza). Según la tradición chiita, fue asesinado por envenenamiento por órdenes del califa abasí al-Mamún (que gobernó entre 813-833) y fue enterrado junto a la tumba del padre de al-Ma'mun, Harún al-Rashid (r. 786-809). Después de este evento, el lugar empezó a ser llamado Mashhad al-Ridha ("el lugar del martirio de al-Ridha"). Chiitas y sunitas comenzaron a visitar su tumba en peregrinación. Por ejemplo, el sunita Ibn Hibban escribió en su Kitab al Siqqat que siempre que estaba en problemas y se encontraba en Mashad visitaba el santuario para pedir alivio de los problemas que le aquejaban. A finales del siglo IX se construyó una cúpula sobre la tumba y muchos edificios y bazares surgieron a su alrededor. Durante los siguientes mil años, ha sido devastado y reconstruido varias veces.
El célebre viajero musulmán Ibn Battuta visitó Mashhad en 1333 e informó que era una ciudad grande con abundantes árboles frutales, arroyos y molinos. Describió también que "una gran cúpula de elegante construcción corona el noble mausoleo y las paredes están decoradas con azulejos de colores. Frente a la tumba del Imam se encuentra la tumba del califa Harun al-Rashid, que está coronada por una plataforma con candelabros".

### Era moderna

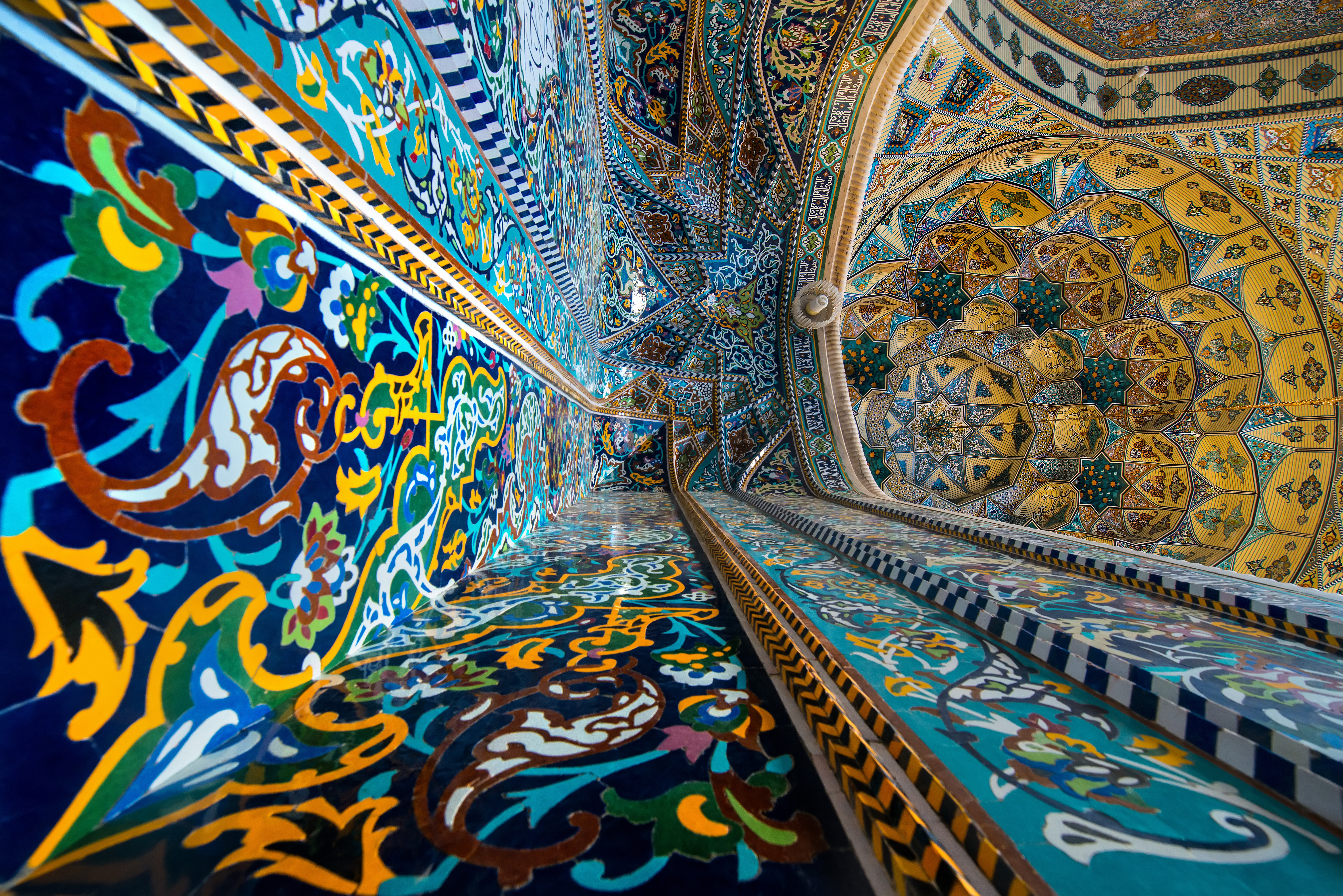
Decoración del mausoleo del Imán Reza, agosto de 2017.

Hubo algunos cambios esenciales alrededor del complejo en 1928, cuando se estableció la Falakah, un espacio abierto circular con un radio de 180 metros desde la parte superior de la cúpula. Luego comenzó la construcción del museo, la biblioteca y el salón ceremonial. La antigua Falakah se amplió a un radio de 620 metros antes de la victoria de la revolución islámica, y una parte importante de la estructura histórica del monumento sagrado fue demolida sin tener en cuenta su antigüedad y elegancia.
El 13 de julio de 1935/11, Rabīʿ al-thānī 1354 d. C., durante la rebelión de la mezquita de Goharshad, las fuerzas armadas de Reza Shah (que reinaba entre 1925 y 1941), el fundador de la dinastía Pahlaví, invadieron el santuario y masacraron a los que se habían reunido. dentro de la mezquita. La gente protestaba contra la ley de Reza Shah que prohibía el uso del Hijab (velo) para las mujeres. Durante los días de la revolución iraní, el 21 de noviembre de 1978, las tropas de Mohammad Reza Pahleví mataron a un gran número de personas dentro del santuario.

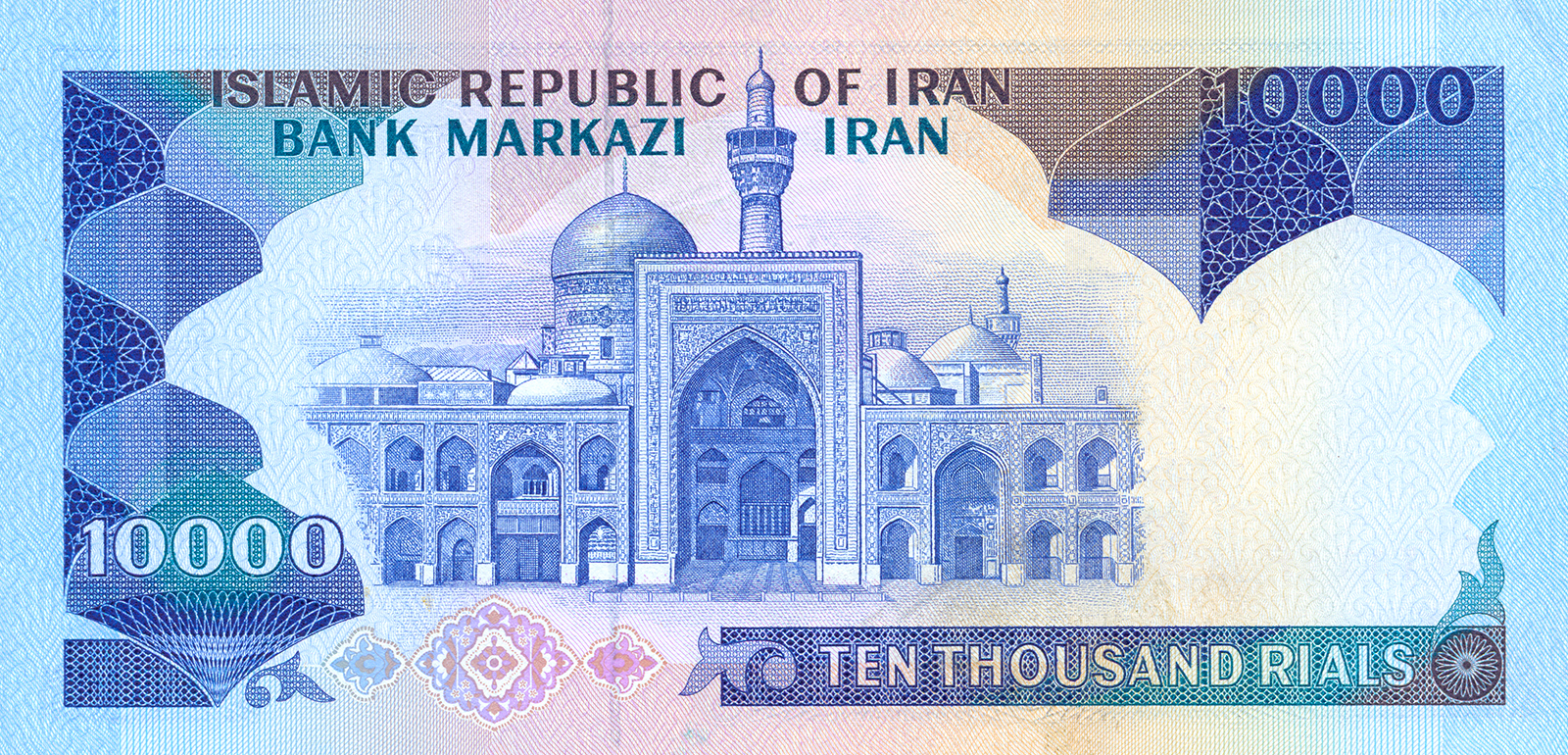
El santuario del Imán Reza en el reverso del billete de 10.000 riales iraníes.

El santuario aparece en el reverso de las monedas de 100 riales así como en el de los billetes de 10 000 riales.